# Anatomía de la raíz reservante
En botánica, en anatomía de las plantas, existen distintas variaciones estructurales en las raíces reservantes, pero en todas ellas se presenta abundancia de parénquima de reserva. Las raíces primarias almacenan especialmente almidón en las células parenquimáticas de la corteza. A veces la corteza puede permanecer como tejido de reserva; en este caso la peridermis se forma externamente y no del periciclo. Hay raíces con crecimiento secundario anómalo  (remolacha,zanahoria) que desarrollan cuerpos muy carnosos con abundante parénquima reservante y nuevos sistemas vasculares.
Varias raíces almacenadoras presentan crecimiento secundario atípico.  La remolacha es un tubérculo radical o del hipocótilo según la variedad; el tubérculo se forma por crecimiento secundario anómalo: el cámbium es determinado, se consume totalmente y se forman nuevos cámbiumes a partir de células parenquimáticas del último floema formado; el tubérculo está constituido por anillos alternantes de xilema y floema. El enorme aumento de diámetro de la remolacha se debe a divisiones celulares y agrandamiento celular que ocurren simultáneamente en todos los anillos, gracias a la limitada formación de elementos xilemáticos lignificados y a la abundancia de células parenquimáticas.  La sustancia de reserva, acumulada en el parénquima, es la sacarosa. En el rabanito y otras brasicáceas el primer cámbium es normal, luego prolifera el tejido parenquimático del xilema y allí surgen cámbiumes anómalos que producen tejidos vasculares. En Dahlia la tuberización se produce por hipertrofia del xilema secundario, los vasos están dispersos en abundante parénquima leñoso que acumula inulina. Daucus carota almacena principalmente glucosa en las células del parénquima floemático secundario hipertrofiado.